# Stadtbus Winterthur
Stadtbus Winterthur (bis Juni 2004 Winterthurer Verkehrsbetriebe, bis 1983 Verkehrsbetriebe Winterthur, bis 1940 Städtische Strassenbahn Winterthur, bis 1900 Winterthur–Töss) ist das am 13. Juli 1898 gegründete kommunale Verkehrsunternehmen der Stadt Winterthur und gehört zum Departement Technische Betriebe (DTB). Die Gesellschaft ist in den Zürcher Verkehrsverbund (ZVV) integriert und betreibt in Winterthur und Umgebung zehn Stadt-, vier Überland- und sieben Nachtlinien. Mit über 300 Mitarbeitern sowie über 90 Fahrzeugen befördert Stadtbus Winterthur jährlich rund 27,5 Millionen Fahrgäste.

## Unternehmen
Stadtbus Winterthur ist als städtische Dienstabteilung ein rechtlich unselbständiges Unternehmen der politischen Gemeinde Winterthur. Vorsteher von Stadtbus Winterthur ist jeweils der amtierende Stadtrat, der dem Departement Technische Betriebe vorsteht.
Die Geschäftsleitung besteht aus fünf Mitgliedern. Neben dem Direktor (derzeit Thomas Nideröst) gehören die Leitungen der Unternehmensbereiche Finanzen und Dienste, Betrieb, Technik sowie Marketing und Kommunikation der Geschäftsleitung an.
Stadtbus Winterthur besitzt für den Betrieb seiner Linien eine Konzession für die regelmässige gewerbsmässige Personenbeförderung. Das Bundesamt für Verkehr (BAV) hat die Konzession letztmals 2016 bis ins Jahr 2026 verlängert.
Stadtbus Winterthur gehört zum Zürcher Verkehrsverbund (ZVV) und führt in dessen Auftrag zwei Kompetenzzentren für mehrere im ZVV zusammengeschlossene Unternehmen. Dabei geht es unter anderem um die Vermarktung von Werbeflächen und die Zählung der Fahrgäste.

## Geschichte
→ Siehe auch: Trolleybus Winterthur und Strassenbahn Winterthur
Am 1. Juli 1895 wurde das erste, schienenlose Rösslitram durch die Tramway-Garantie-Genossenschaft Winterthur eröffnet. Die Linien wurden jedoch allesamt laufend bis zum 12. April 1897 wieder stillgelegt.
Ab dem 13. Juli 1898 wurde in Winterthur durch die Städtische Strassenbahn Winterthur die erste Tramlinie von der Rudolfstrasse auf der Höhe der Wartstrasse nach Töss eröffnet, die 1912 zum Bahnhofplatz verlängert wurde. 1915 folgten mit den Tramlinien zum Deutweg (1922 bis Seen), Stadtrain (1931 bis Oberwinterthur) und nach Wülflingen (Lindenplatz) weitere Linien. Der Deutweg war ab 1914 auch Standort des Depots.

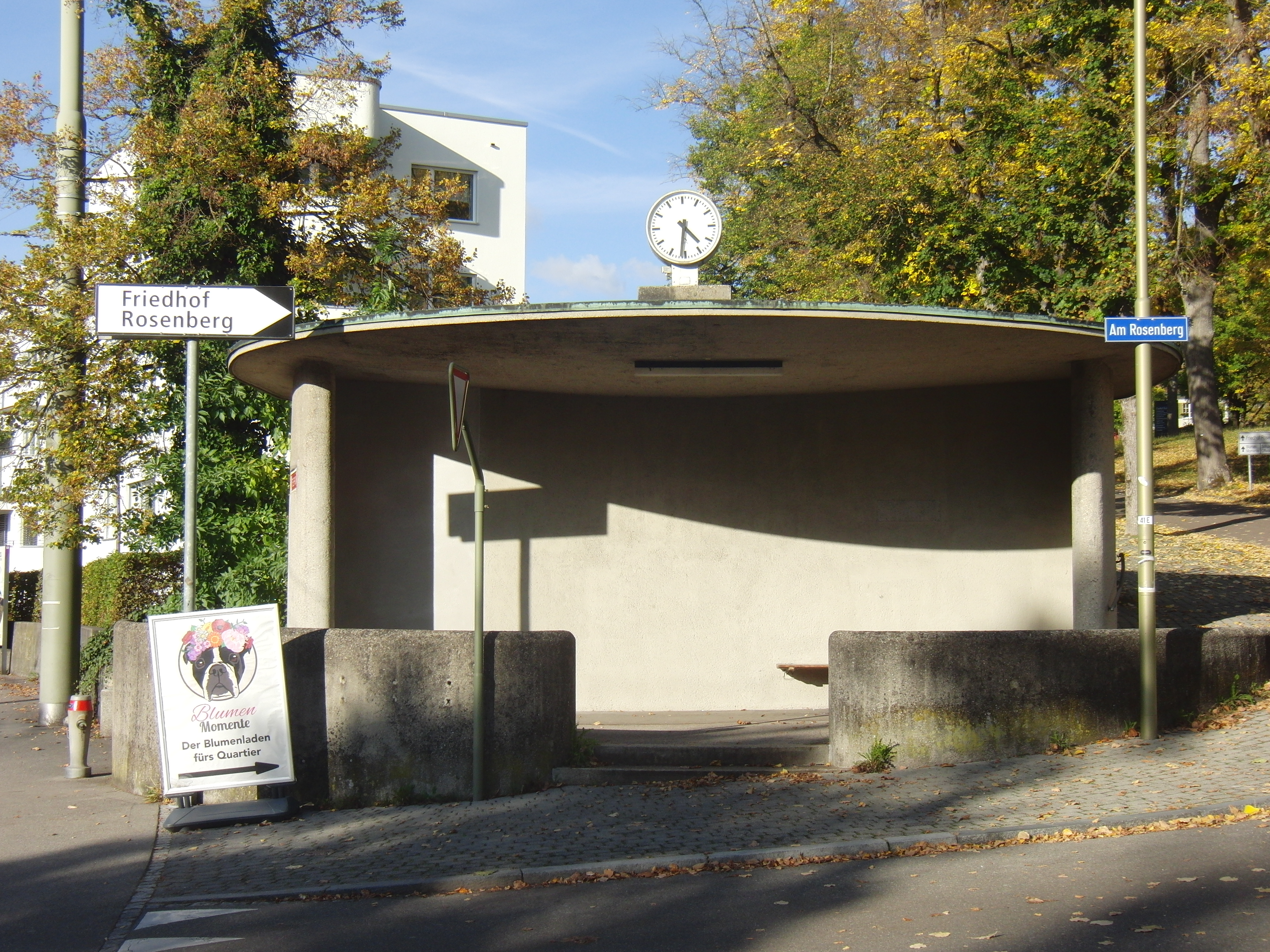
Das Buswartehäuschen Rosenberg, 1934 als Endhaltestelle für die erste städtische Buslinie errichtet

Nachdem bereits zwischen dem 1. Juli 1895 und dem 12. April 1897 Pferdeomnibusse der Tram-Omnibus-Genossenschaft Winterthur durch die Stadt gefahren waren, verkehrten ab dem 20. Februar 1931 die ersten motorisierten Autobusse nach Rosenberg; die Endhaltestelle lag unterhalb des Friedhofs, wo das Buswartehäuschen Rosenberg noch heute daran erinnert. Hierfür wurden drei Wagen benötigt. Vorausgegangen war eine politische Debatte, in deren Folge das Stimmvolk am 6. April 1930 dem Autobus gegenüber dem weiteren Tramausbau den Vorzug gab. Ab 1948 verkehrte die Linie als Trolleybus.
Ab 1938 wurden die Winterthurer Tramlinien kontinuierlich durch Trolleybuslinien ersetzt: 1938 die Tramlinie 2 nach Wülflingen, 1941 der zweite Ast nach Seen und 1951 die Tramlinie 1 inklusive Verlängerung des Oberwinterthurer Astes bis Zinzikon.
Im Oktober 1963 erfolgte die Inbetriebnahme der Regionalbus-Linie vom Winterthurer Stadthaus zum Flughafen Zürich.
Die Buslinie Waldheim–Grüzefeld–Oberwinterthur–Rychenberg wurde am 20. November 1967 eröffnet. Wieder eingestellt wurde sie am 21. Oktober 1974, wobei gleichzeitig die neue Buslinie Steig–Hauptbahnhof–Grüzefeld–Pfaffenwiesen ihren Betrieb aufnahm.
Am 1. Juni 1980 ging die Flughafenlinie der Schweizerischen Bundesbahnen (SBB) in Betrieb, seither stellt der Flughafenbus nur noch die lokale Erschliessung auf der Strecke Winterthur–Bassersdorf sicher.
Am 8. Mai 1982 wurde die Schnellbus-Linie 12 zum Technorama in Oberwinterthur eröffnet, die mit Doppeldeckerbussen bedient wurde. Neu eröffnet wurden zudem die Linie 7 Lindenplatz–Eichliacker sowie die Linie 6 Hauptbahnhof–Oberseen.
1983 erfolgte mit der erneuten Umbenennung von Verkehrsbetriebe Winterthur in Winterthurer Verkehrsbetriebe auch die Einführung eines neuen Unternehmensauftritts. Der Bahnhofplatz wurde 1984 umgestaltet und der überdachte Busbahnhof erstellt, seither der zentrale Knoten des Winterthurer Nahverkehrsnetzes.

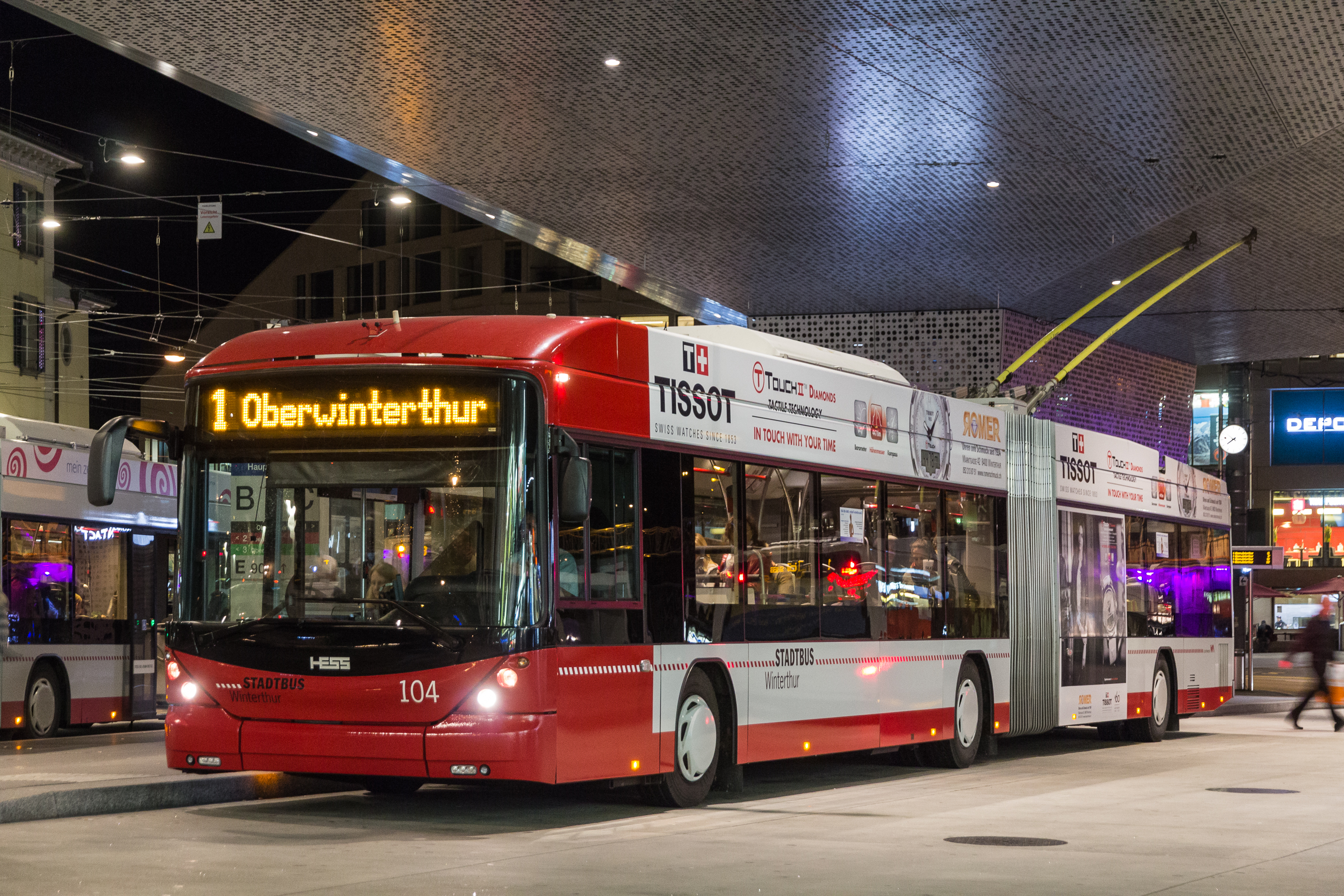
Trolleybus unter dem neuen «Pilzdach» des Busbahnhofs beim Hauptbahnhof Winterthur

Die Eröffnung der Linie 9 Moosacker–Hegi erfolgte am 1. November 1986. Durch Änderungen von Linienverläufen wurde am 30. Oktober 1987 die neue Linie 8 Steig–Lindenplatz via Zentrum Töss eröffnet. Gleichzeitig wurden mit dem «Winti-Nachtblitz» erste Spätverbindungen bis in die Winterthurer Vororte eingeführt. Die Eröffnung der Linie 10 zwischen Hauptbahnhof und Oberwinterthur via Rychenberg erfolgte am 28. Oktober 1989.
Am 27. Mai 1990 wurde der Zürcher Verkehrsverbund (ZVV) gegründet. Im gleichen Jahr wurde die erste Nachtbusverbindung zwischen Winterthur und Zürich eingeführt.
1991 wurde mit der Buslinie 6 nach Oberseen die vorerst letzte innerstädtische Verbindung auf Trolleybetrieb umgestellt.
1995 wurde die Buslinie 7 (Hauptbahnhof–Schlosstal–Lindenplatz) eröffnet.
Mit dem Fahrplanwechsel 2002 wurde an den Wochenenden das ZVV-Nachtnetz in Betrieb genommen, womit die bisher verkehrende Nachtbusverbindung zwischen Winterthur und Zürich obsolet wurde.
Im Juni 2004 erfolgte die Umbenennung der Winterthurer Verkehrsbetriebe in Stadtbus Winterthur. Gleichzeitig wurden ein neues Logo sowie neue Dienstkleidung eingeführt. Im Sommer verkehrt erstmals die Buslinie 12 zum Bruderhaus, damals noch als Rundkurs via Waldlichtung Eschenberg.
Im Dezember 2006 wurden die Linien 5 und 13 zur neuen Durchmesserlinie 5 durchgebunden, wodurch die Linie 13 Hauptbahnhof–Dättnau verschwand. Zeitgleich mit der Fertigstellung der neuen Bahnstation in Hegi wurde die Linie 14 Hauptbahnhof–Bahnhof Hegi eröffnet.
Beim Fahrplanwechsel im Dezember 2008 wurde die Tangentiallinie 8 (Steig/Dättnau–Lindenplatz) aufgehoben. Dafür fährt die Buslinie 5 neu über Rosenau-Zentrum Töss zum Hauptbahnhof, und es wurden Taktverdichtungen auf der Linie 7 vorgenommen, die neu bis Niederfeld und ab 2010 mit der Fertigstellung einer Verbindungsstrasse bis zum Bahnhof Wülflingen fährt. Zudem wurde die Linie 15 (Hegifeld–Bahnhof Hegi–Hegifeld) neu eröffnet. Des Weiteren wurde die Linie 681 (Winterthur Hauptbahnhof–Eidberg (–Schlatt bei Winterthur)) aufgehoben, diese Linie wird durch die Linie 9 kompensiert, die neu nur noch bis Bahnhof Seen fährt.
Seit Mitte März 2011 (Eröffnung des Einkaufszentrums Rosenberg) gibt es eine neue Regionallinie 674, die vom Hauptbahnhof via Rosenberg nach Seuzach fährt. Die Linie 676 (Winterthur–Rutschwil–Henggart) fährt seit diesem Zeitpunkt neu im Halbstundentakt.
Seit mit den Bauarbeiten für den neuen Bahnhofplatz begonnen wurde, verkehren die Linien 4 und 11 in einer neuen Linienführung. Die Linie 4 verkehrt direkt via Bushaltestelle Storchenbrücke in die Breite, während die Linie 11 neu via Storchenbrücke und Tössfeld in die Steig fährt. Die Linie 11 fährt neu regelmässig, und auf dem Weg zur Storchenbrücke gibt es mit Wylandbrücke eine neue Haltestelle.
Mit dem Fahrplanwechsel im Dezember 2018 kam es zu einigen Änderungen im Busnetz: die bisherige Linie 11 wurde aufgehoben. Diese Linie wird durch die Linie 660 kompensiert, die neu über das Tössfeld verkehrt. Zudem wurde die Linie 7 mit der Linie 14 zusammengelegt. Neu fährt die Linie 7 vom Bahnhof Wülflingen über den Hauptbahnhof bis nach Chli-Hegi mit neuer Linienführung in Hegi, ab 2020 wurde die Linie dann noch bis Elsau, Melcher verlängert. Die Regionallinie 667 nach Neftenbach wurde aufgehoben und mit der Linie 674 kompensiert, die neu von Pfungen via Neftenbach und Winterthur Hauptbahnhof nach Seuzach verkehrt. Die Regionallinie 610 fährt neu auf dem Abschnitt Wiesendangen, Bahnhof–Wasserfuri–Attikerstrasse–Gemeindehaus in beide Richtungen. Die Haltestelle Leingrüebler wurde aufgehoben. Die Regionallinie 611 verkehrt neu vom Bahnhof Wiesendangen bis zum Schulhaus Gundetswil. Die Linienführung im Dorf Wiesendangen wurde analog der Linie 610 angepasst.

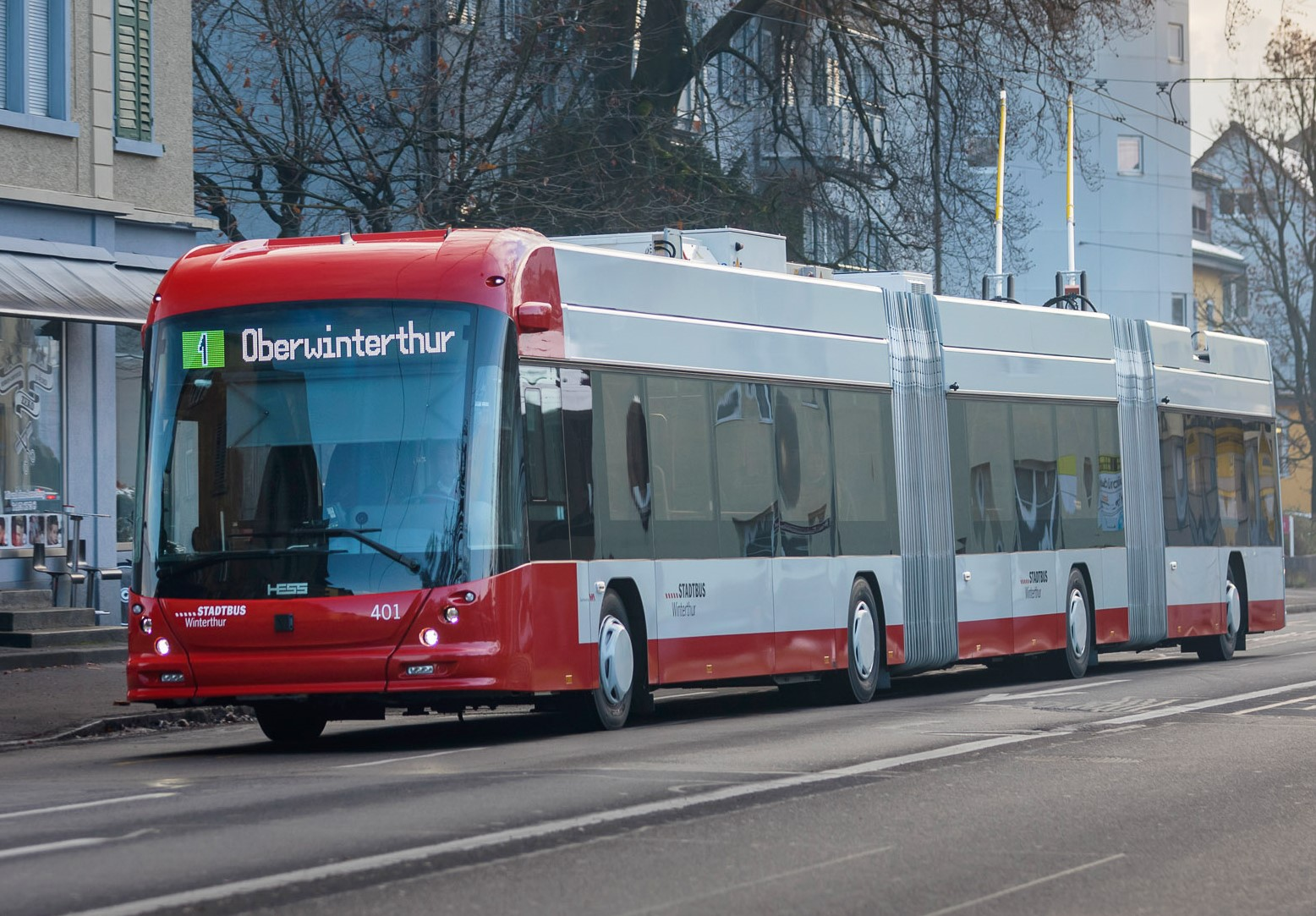
Doppelgelenk-Trolleybus Stadtbus Winterthur

2021 kam es zu einer grösseren Überarbeitung des Angebots im wochenendlichen Nachtverkehr. Es wurden neue, städtische Nachtbuslinien geschaffen, die im Halbstundentakt verkehren – während gleichzeitig die regionalen, stündlich verkehrenden Nachtbuslinien an innerstädtischen Haltestellen bis auf wenige Ausnahmen nicht mehr halten.
Im Januar 2021 wurden von Stadtbus die Produkte der offerierenden Hersteller Hess und Solaris auf dem Netz getestet. Nach Bekanntgabe des Zuschlags an die Carrosserie Hess AG im April 2021 wurde im Mai gleichen Jahres das erste Los mit 11 Doppelgelenktrolleybussen des Typs lighTram25 und 3 Gelenktrolleybussen des Typs lighTram19 bestellt.
Ende 2022 wurden die 11 Doppelgelenktrolleybusse lighTram25 und 3 Gelenktrolleybusse lighTram19 der Firma Hess in Betrieb genommen. Die Doppelgelenktrolleybusse verkehren auf der Linie 1 (Töss-Hauptbahnhof–Oberwinterthur). Die Linie 1 erhielt eine neue Farbe (Olivgrün) und einen neuen Fahrplan. Die Gelenktrolleybusse sind auf den Linien 2, 2E und 3 unterwegs.
Im September 2023 wurde bekannt gegeben, dass in den Jahren 2024 und 2025 weitere 10 lighTram19 die Flotte ergänzen, unter anderem für den Dieselbus-Ersatz auf der Linie 5. Diese Zahl wurde in einer Medienmitteilung vom 30. September 2024 auf 12 weitere Fahrzeuge erhöht.
Mit dem Fahrplanwechsel vom 15. Dezember 2024 wurden einige Änderungen im Busnetz umgesetzt. Dank neuen Wendeschlaufen beim Schloss konnte die Linie 2E, welche neu die Nummer 22 trägt, zur vollwertigen Linie mit höherem und regelmässigem Takt ausgebaut werden. Die Linie 5 wurde auf IMC-Trolleybus-Betrieb umgestellt, und die Linie 7 erhielt während der Hauptverkehrszeiten einen dichteren Takt. Der Betrieb der Linie 12 wurde auf das gesamte Jahr ausgedehnt, und auf den Linien 660 sowie 674 wurden einzelne zusätzliche Kurse eingeführt.
Von 2014 bis 2021 wurde in Winterthur der sogenannte Adventsbus von einem Trägerverein der katholischen und reformierten Kirche betrieben. Dabei kam der Gelenkwagen 101, Typ GTr51 mit dem Baujahr 1958, zum Einsatz, in dem auf halbstündigen Fahrten Musik gespielt und Geschichten vorgelesen wurden. Nach dem Einsatz im Jahr 2021 wurde das kostenlose Angebot gestrichen, weil das Fahrzeug als nicht mehr fahrtauglich galt und in der Folge im Depot Grüzefeld eingestellt wurde. Im Jahr 2024 startete nach vielen Reaktionen aus der Bevölkerung auf die Einstellung des Adventsbusses der Pilotbetrieb des «Chlausbusses», dessen Fahrten in einem aktuellen Fahrzeug des Typs lighTram stattfinden, nun 75 Minuten dauern sollen und (Stand 2024) mindestens 15 Franken Eintritt kosten.

## Zukunftspläne
Ende November 2020 nahm die Winterthurer Stimmbevölkerung mit 61,7 % den Bau der Busbrücke Grüze an, die eine Erschliessung Neuhegis über den Bahnhof Grüze ermöglicht. Die Brücke soll bis 2026 fertiggestellt sein. Die Kosten von 60 Millionen Franken werden grösstenteils vom kantonalen Strassenfonds und vom Agglomerationsprogramm des Bundes getragen, die Stadt Winterthur trägt fünf Millionen Franken bei.
Im gleichen Zeithorizont ist auch geplant, die Linien 5 (ab 2025) und 7 (ab 2027) auf Elektrobetrieb mit Batteriebusfahrzeugen umzustellen. Hierzu werden 5,4 Kilometer neue Oberleitungen gebaut. Auf den restlichen Streckenabschnitten ohne Oberleitung verkehren die Busse im Batteriebetrieb. Finanziert wird dieses Projekt aus dem kantonalen Verkehrsfonds und aus dem Agglomerationsprogramm. Gemäss der Angebotsstrategie wurde im Oktober 2020 eine Rahmenausschreibung über maximal 70 Trolleybusse (mit Dynamic Charging) mit einem geschätzten Auftragswert von 110 Millionen Franken gestartet.
Weitere Projekte, die in den nächsten Jahren umgesetzt werden sollen:
- Buswendeschlaufe für die Buslinie 2E mit Lichtsignalanlage (Dosieranlage) bei der Bushaltestelle Schloss in Wülflingen[18], in Bau seit Herbst 2023 bis voraussichtlich 2025
- Verlängerung der Buslinie 1 in Oberwinterthur Richtung Ruchwiesen[19]
- Umbau Buswendeschlaufe Wülflingen (Härti) inkl. Anpassungen angrenzende Kreuzungen/Strassen

### Angebotsstrategie Horizont 2035/2050
Stadtbus rechnet in seiner 2020, vor der Corona-Krise, erarbeiteten Angebotsstrategie, je nach Szenario, bis 2035 mit einem Passagierwachstum von 20–45 % und bis 2050 mit einem Wachstum zwischen 45 % und 125 %. In Zukunft besteht der Fokus auf dem Ausbau der Hochleistungskorridore Wülflingen, Töss, Seen, Neuhegi und Oberwinterthur und dem vermehrten Einsatz von Doppelgelenkbussen. Entlang dieser Hochleistungskorridore will Stadtbus mit Doppellinien verkehren, die am Hauptbahnhof in verschiedene Richtungen aufgabeln und dadurch mehr umsteigefreie Verbindungen ermöglichen.
Zukünftig ausgebaut werden die Mobilitäts-Hubs Hauptbahnhof, Bahnhof Oberwinterthur und Bahnhof Grüze. An diesen Hubs soll mit einem stark verbesserten Busangebot das Umsteigeangebot Bus-Bahn für die Fahrgäste erweitert und sollen zugleich die Nachfragespitzen besser verteilt werden. Dies bringt nicht nur Attraktivitätsgewinne für die Reisenden (z. B. schnellere Reiseketten, höhere Sitzplatzverfügbarkeit), sondern auch diverse betriebliche Vorteile (z. B. Zentrumsentlastungen).
Im Zeithorizont 2035 ist eine Linie 6 (Bahnhof Wülflingen–Hauptbahnhof–Neuhegi–Elsau) mit entsprechend angepasster Linienführung der Linie 7 (Richtung Oberseen) und der Linie 3 (Richtung Schützenbühl) geplant. Weiter geprüft werden soll eine Durchbindung der Linie 9 via Querung Grüze in den Raum Neuhegi/Elsau oder alternativ in den Raum Wiesendangen oder Oberwinterthur. In Wülflingen wird die Einführung eines Quartierbusses (Letten–Lindenplatz–Maienried) geprüft werden. Im Angebotshorizont 2050 wird dann die Einführung weiterer Linien (Linie 8 Industrie Wülflingen–Hauptbahnhof–Pfaffenwiesen und Linie 15 Seuzach–Rosenberg–Hauptbahnhof–Technorama) geprüft.
Bis 2025 sollen 90 % der Passagiere im Stadtnetz CO₂-neutral transportiert werden, bis 2035 sollen es 100 % sein.

## Linien

### Stadtverkehr
Die Winterthurer Trolley- und Autobus-Linien werden ausschliesslich mit Niederflurwagen betrieben. Während auf den Trolleybus-Linien Gelenkwagen und Doppelgelenkwagen verkehren, kommen Gelenkbusse auf Autobus-Linien normalerweise nur auf den Linien 7 und 674 sowie in der Hauptverkehrszeit auf der Linie 610 sowie 660 (bis Nürensdorf, Chrüzstrass) zum Einsatz. Auf den übrigen Autobus-Linien fahren Solowagen.
Anmerkung zu nachfolgenden Tabellen: HB = Hauptbahnhof
| Linie | Strecke                                  | Haltestellen | Fahrzeit in Minuten | min. Taktfolge (in HVZ) |
| ----- | ---------------------------------------- | ------------ | ------------------- | ----------------------- |
| 1     | Oberwinterthur – HB – Töss (Trolleybus)  | 24 / 23      | 27 / 23             | 7,5 Minuten             |
| 2     | Wülflingen – HB – Seen (Trolleybus)      | 24 / 25      | 29 / 30             | 7,5 Minuten             |
| 22    | Schloss – HB – Waldegg (Trolleybus)      | 14 / 13      | 19 / 19             | 7,5 Minuten (nur HVZ)   |
| 3     | Rosenberg – HB – Oberseen (Trolleybus)   | 25 / 24      | 30 / 31             | 7,5 Minuten             |
| 4     | HB – Breite – HB                         | 12           | 14                  | 10 Minuten              |
| 5     | Dättnau – HB – Technorama (Trolleybus)   | 31 / 32      | 42                  | 15 Minuten              |
| 7     | Bahnhof Wülflingen – HB – Elsau, Melcher | 38           | 39 / 42             | 7.5 Minuten             |
| 9     | Seen – Eidberg – Klösterli Iberg         | 12           | 14 / 12             | 30 (20) Minuten         |
| 10    | HB – Bahnhof Oberwinterthur              | 14 / 13      | 16                  | 15 (10) Minuten         |
| 12    | HB – Bruderhaus                          | 9            | 11 / 13             | 30 Minuten              |

### Regionallinien
| Linie | Strecke                                                          | Haltestellen | Fahrzeit in Minuten | min. Taktfolge (in HVZ) |
| ----- | ---------------------------------------------------------------- | ------------ | ------------------- | ----------------------- |
| 610   | Bahnhof Oberwinterthur – Wiesendangen                            | 10           | 13 / 16             | 30 Minuten              |
| 611   | Bahnhof Wiesendangen – Gundetswil                                | 12 / 10      | 10-16 / 9-15        | 30 Minuten (nur HVZ)    |
| 660   | Archstrasse/HB – Brütten – Nürensdorf, Chrüzstrass – Bassersdorf | 23           | 36 / 35             | 30 (15) Minuten         |
| 674   | Seuzach – HB – Neftenbach – Pfungen                              | 18           | 39 / 38             | 30 Minuten              |

### Nachtbusse
Ein Teil der Nachtbusse des ZVV-Nachtnetzes ab Winterthur Hauptbahnhof werden von Stadtbus Winterthur betrieben. Sie verkehren in den Nächten von Freitag auf Samstag und von Samstag auf Sonntag zwischen 1:30 und 4:30 Uhr. Während die 2021 neu eingeführten städtischen Buslinien im Halbstundentakt verkehren, gibt es bei den regionalen Nachtbuslinien einen Stundentakt. Da die letzten regulären Busse gegen 1:00 Uhr vom Hauptbahnhof abfahren und die ersten regulären Busse ab 5:30 Uhr verkehren, besteht somit am Wochenende ein durchgehender Verkehr. Seit dem Fahrplanwechsel 2021 kann bei jeder Nachtbus-Haltestelle ein- und ausgestiegen werden.
| Linie | Strecke                                                                               | Haltestellen | Fahrzeit in Minuten | Taktfolge  |
| ----- | ------------------------------------------------------------------------------------- | ------------ | ------------------- | ---------- |
| N1    | Oberwinterthur – Winterthur – Töss – Dättnau                                          | 30 / 28      | 28 / 29             | 30 Minuten |
| N2    | Wülflingen – Winterthur – Seen                                                        | 24 / 25      | 27 / 28             | 30 Minuten |
| N3    | Rosenberg – Winterthur – Oberseen                                                     | 25 / 24      | 27 / 28             | 60 Minuten |
| N7    | Bahnhof Wülflingen – Winterthur – Elsau, Melcher                                      | 31 / 24      | 33 / 27             | 60 Minuten |
| N59   | Winterthur – Neftenbach – Dättlikon – Rorbas – Embrach (Postauto)                     | 18           | 37                  | 60 Minuten |
| N63   | Oberseen – Winterthur – Rosenberg – Seuzach – Reutlingen                              | 29 / 30      | 37 / 36             | 60 Minuten |
| N64   | Winterthur – Unterohringen – Hettlingen – Hünikon – Flaach (Postauto)                 | 17           | 46                  | 60 Minuten |
| N66   | Winterthur – Brütten – Nürensdorf – Bassersdorf – Nürensdorf – Brütten                | 23 / 14      | 36 / 17             | 60 Minuten |
| N67   | Bahnhof Wülflingen – Winterthur – Elsau, Melcher – Wiesendangen – Bhf. Oberwinterthur | 39 / 32      | 46 / 40             | 60 Minuten |
| N68   | Winterthur – Sennhof – Kollbrunn – Rikon – Turbenthal – Wila (Postauto)               | 17           | 32                  | 60 Minuten |

## Fahrzeugpark

### Trolleybus
- Hess Swisstrolley 3, Nummern 101–124 (2010–2012; 2014) – 101, 102 sowie 122 können für Fahrschule eingesetzt werden.
- Hess lighTram 25 (Doppelgelenk), Nummern 401–411 (2022)
- Hess lighTram 19, Nummern 131–133 (2022)
- Hess lighTram 19, Nummern 134–139 (2024)

### Autobus
Gelenk-Autobusse
- Solaris «Urbino 18», Nummern 343–344 (2008) – Überland
- Solaris «Urbino 18», Nummern 345–349 (2011) – Überland
- Solaris «Urbino 18», Nummer 350 (2013) – Überland
- MAN Lion’s City GL, Nummern 351–362 (2016–2017), 363–372 (2019), 373–378 (2020) – Stadt (5 Türen)

Standard-Autobusse
- Solaris «Urbino 12-III», Nummern 225–226 (2008), 227 (2009), 228 (2011), Dreitürer mit Kasse für Überlandlinien
- Solaris «Urbino 12-III», Nummern 229–230 (2013), Dreitürer mit Kasse für Überlandlinien
- MAN Lion’s City A21, Nummer 231 (2016), 232–233 (2018), 234–236 (2019), Dreitürer für Stadtlinien sowie Fahrschule
- MAN Lion’s City A21, Nummer 241 (2016), 242–247 (2018), Dreitürer mit Kasse für Überlandlinien

## Depots

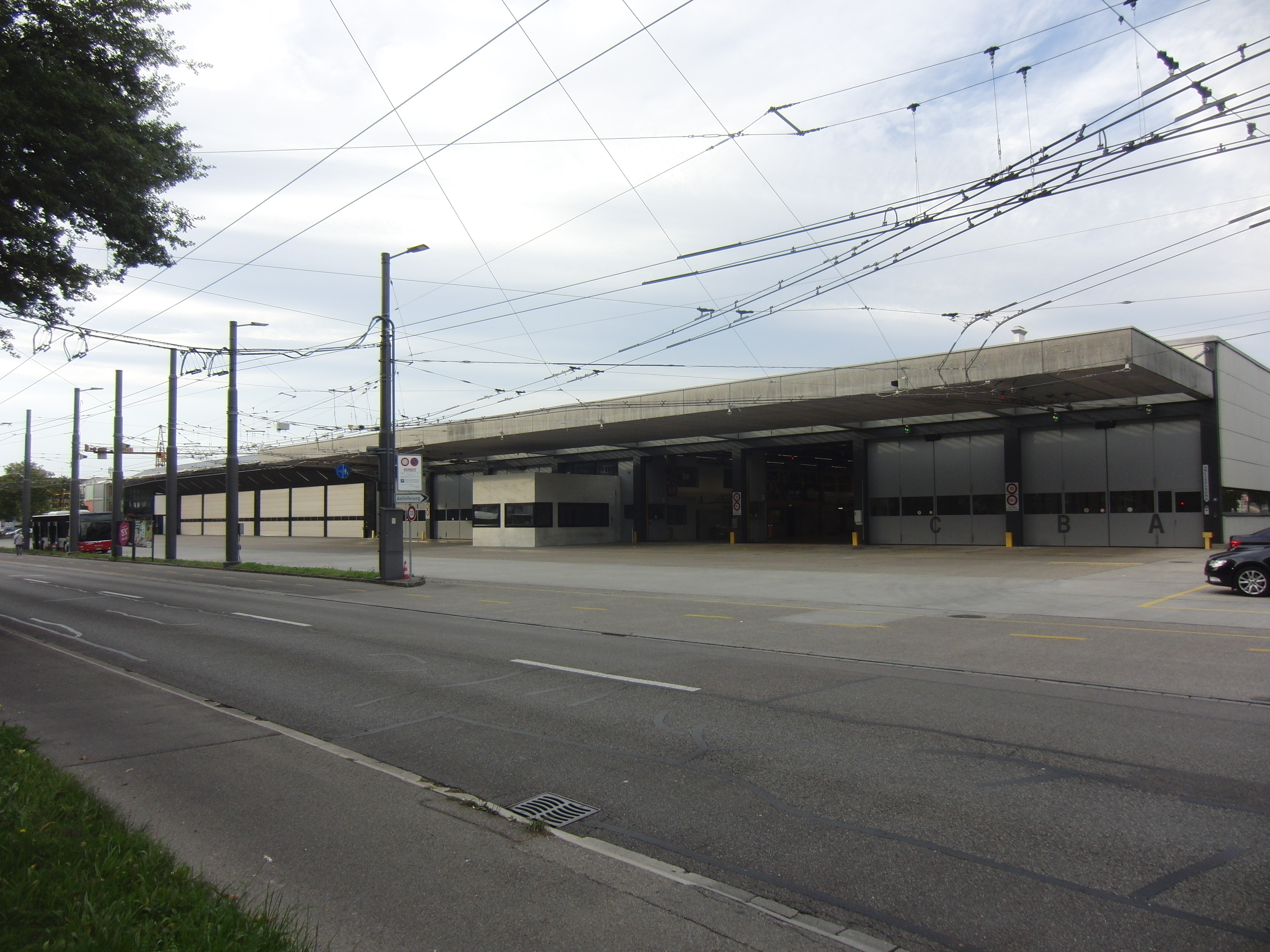
Das Busdepot Grüzefeld

| Name                                       | Standort           | Eröffnung     | Stilllegung   |
| ------------------------------------------ | ------------------ | ------------- | ------------- |
| hölzernes Depot auf Firmenareal der Rieter | Winterthur-Töss    | 1898          | 1914          |
| Depot Deutweg                              | Winterthur-Deutweg | 31. Okt. 1904 | 16. Aug. 2015 |
| Depot Grüzefeld                            | Winterthur-Grüze   | 1. Apr. 1967  |               |

1. ↑  Am 26. September wurden im Rahmen eines Tags der offenen Tür des Depots Grüzefeld nochmals einige Fahrzeuge im Depot Deutweg unterstellt.